# Colorant d'aniline

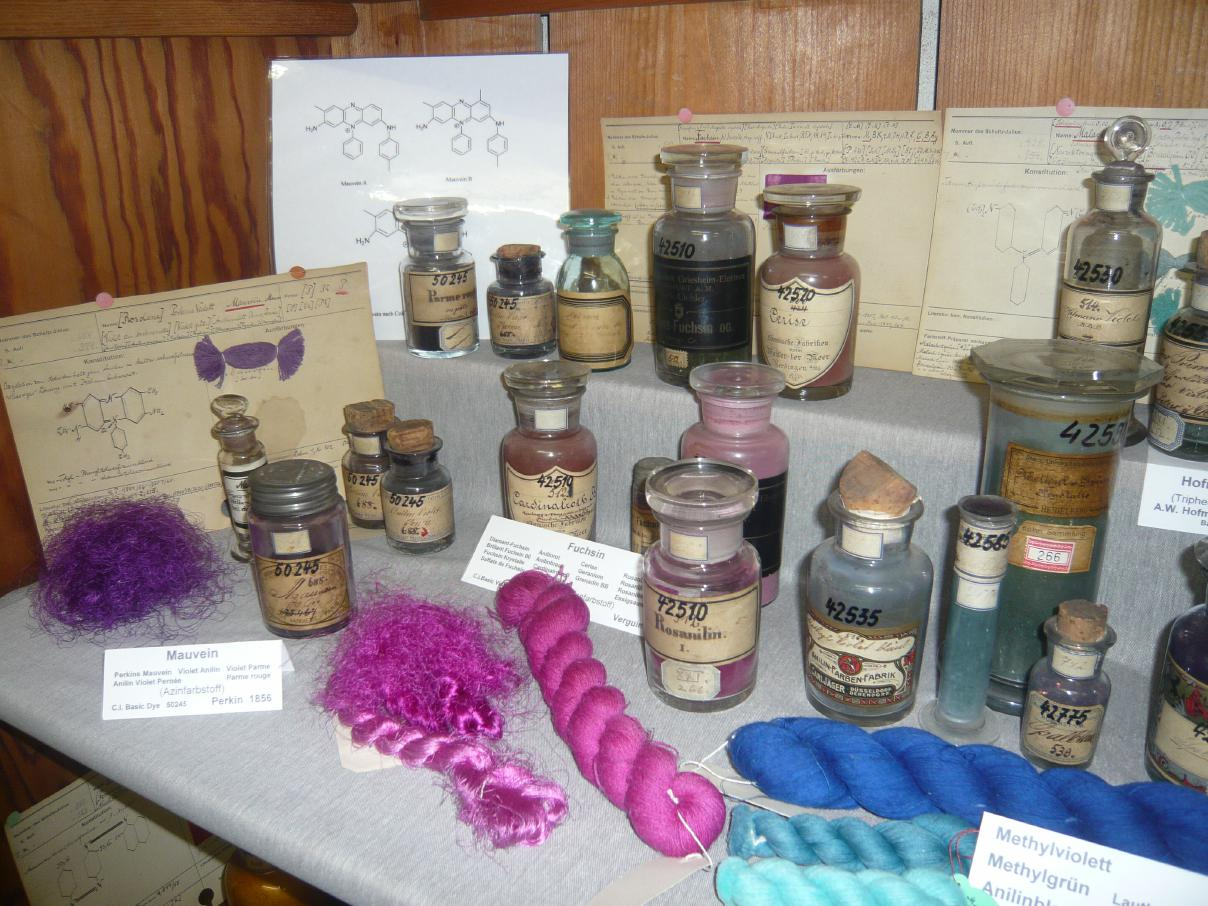
Collection des premiers colorants d'aniline de la Collection de colorants historiques de l'Université technique de Dresde. On peut notamment y voir la mauvéine (C.I. 50245), la fuchsine/rosaniline (C.I. 42510), le bleu d'aniline (C.I. 42775), le violet de méthyle (C.I. 42535), le vert de méthyle (C.I. 42590) ou le violet de Hofmann/dahlia (C.I. 42530)

Les colorants d'aniline sont un groupe de composés organiques structurellement proches ou dérivés de l'aniline, utilisés comme colorants. Identifiés au milieu du XIXe siècle par le chimiste allemand August Wilhelm von Hofmann, ils furent baptisés en allemand « Teerfarben » ou « Teerfarbstoffe », c'est-à-dire littéralement « colorants de goudron », car l'aniline a été découverte et extraite du goudron de houille. Ils furent les premiers colorants synthétiques, si bien que le terme a souvent été utilisé ensuite dans un sens plus large pour désigner tous les colorants synthétiques.

## Histoire
Dans les années 1830, le chimiste allemand Friedlieb Ferdinand Runge cherche à isoler et caractériser les nombreux composants du goudron de houille. En 1834, il parvient à isoler une substance, l'aniline et développe un test colorimétrique spécifique la « Rungesche Chlorkalkreaktion » (réaction de chlorure de chaux de Runge) pour la détecter. Ainsi, même à l'état de trace, la présence de l'aniline est indiquée  par une intense coloration rouge-violet lorsqu'elle est mélangée à une solution de chlorure de chaux. Toutefois, ce ne sera qu'après les travaux d'August Wilhelm von Hofmann (qui identifiera et caractérisera formellement l'aniline en 1855 comme étant le même composé que celui obtenu  en 1841 par Carl Julius Fritzsche par le traitement de l'indigo par la potasse) que le champ se développera réellement. En 1856, William Henry Perkin, un étudiant de Hofmann produit et brevette le premier colorant synthétique, la mauvéine, un colorant violet utilisable pour teinter la soie. Il fonde la première usine de colorants synthétiques à Londres et y produit la mauvéine à partir de 1857. Dans les années qui suivent, le secteur connaît un développement fulgurant, avec la création de nombreuses unités de production. Les principaux fabricants étaient le Teerfarbenwerk Oehler (de) à Offenbach (fondé en 1842 comme usine de distillation de goudron), la Theerfarbenfabrik Meister, Lucius & Co. à Francfort (1863), Chemische Fabrik Kalle & Co. à Biebrich (1863), Chemische Fabrik Griesheim am Main (de) (1863), Friedrich Bayer & Co à Elberfeld (1862) et la Badische Anilin & Sodafabrik à Ludwigshafen (1865).

## Applications
La première utilisation industrielle des colorants d'aniline a été la teinture de la soie, mais ils ont bientôt été utilisés pour teindre d'autres fibres naturelles comme le coton et la laine. Des applications non textiles telles que la coloration du papier ou même la coloration alimentaire ont suivi. L'un des plus anciens colorants d'aniline, le violet de gentiane (découvert par Charles Lauth en 1861), est encore utilisé aujourd'hui dans la coloration de Gram. 